# India ai Giochi della VII Olimpiade
L'India ha partecipato ai Giochi della VII Olimpiade di Anversa con una delegazione di 5 atleti tutti uomini suddivisi in 2 discipline.